# Olimpíada Internacional de Física
L'Olimpíada Internacional de Física (OIF), en anglès International Physics Olympiad (IPhO) és una competició de física per a estudiants preuniversitaris. És una de les Olimpíades Internacionals de Ciència. La primera IPhO va tenir lloc a Varsòvia, Polònia el 1967.
Cada delegació estatal està integrada per cinc estudiants i dos líders, seleccionats a les seves respectives Olimpíades Estatals. A  l'Estat Espanyol, es fa per mitjà de l'Olimpíada Espanyola de Física (OEF). Cada equip pot ésser acompanyat d'observadors i de visitants. Els estudiants competeixen de forma individual, i s'han d'enfrontar a una examinació intensa, composta d'una part teòrica i d'una experimental. Pels seus esforços, els alumnes poden rebre una medalla d'or, de plata o de bronze o una menció d'honor.
L'examen teòric dura 5 hores i de tres preguntes i l'examen pràctic consisteix en una pràctica de laboratori de cinc hores o bé de dues, sempre que juntes sumin també cinc hores.

## Història
Diversos mesos abans de la primera IPhO va tenir lloc el 1967, es van enviar invitacions a tots els països de l'Europa Central. Les invitacions van ser acceptades per Bulgària, Txecoslovàquia, Hongria i Romania (cinc països, entre ells Polònia, l'organitzador de la competició). Cada equip constava de tres estudiants de secundària acompanyats d'un supervisor.
La segona Olimpíada va ser organitzada pel Professor Rezső Kunfalvi a Budapest, Hongria, el 1968. Vuit països van participar en aquesta competició. La República Democràtica Alemanya, la Unió Soviètica i Iugoslàvia es van sumar als països participants. Una vegada més, cada país va estar representat per tres estudiants de secundària i un supervisor. Una mica abans de la segona OIF es va redactar una versió preliminar dels estatuts i del temari. Més tard aquests documents van ser acceptats oficialment per l'Organització Internacional del Consell d'Administració format pels supervisors dels equips que van participar en el concurs. Aquest fet va tenir lloc durant una reunió especial organitzada a Brno, Txecoslovàquia, diversos mesos després de la segona OIF.
La tercera OIF es va organitzar pel Professor Rostislav Kostial a Brno, Txecoslovàquia, el 1969. En aquesta ocasió cada equip constava de cinc estudiants i dos supervisors. La competició a Brno va ser organitzada d'acord amb els estatuts i el temari aprovats anteriorment.
La següent Olimpíada va tenir lloc a Moscou, Unió Soviètica, el 1970. Cada país va estar representat per sis estudiants i dos supervisors.
Des de la cinquena OIF, que va tenir lloc a Sofia, Bulgària, el 1971, cada equip es compon de cinc alumnes i dos supervisors. El 1978 i 1980, la OIF no es va organitzar cosa que es degué a l'ingrés dels països occidentals cosa que comportà un problema entre els del bloc occidental i els de l'oriental. El primer país occidental en participar-hi va ser França.

## Estructura de la competició
La competició dura dos dies. Un dia es dedica a problemes teòrics (tres problemes que afecten almenys quatre àrees de la física les quals s'ensenyen a les escoles secundàries, i que es puntuen sobre un màxim de 30 punts en conjunt). Un altre dia està dedicat als problemes experimentals (un o dos problemes, aobre un màxim de 20 punts en conjunt). Aquests dos dies estan separats per almenys un dia de descans. En ambdues ocasions, el temps assignat per a la solució dels problemes és de cinc hores. Cada equip es compon d'un màxim de cinc estudiants preuniversitaris i dos supervisors.

### Distribució de les medalles
Les puntuacions mínimes per obtenir una medalla o una menció es calculen de la següents forma: s'ha de concedir una medalla d'or a 6% millors participants, una medalla de plata al 18%, una de bronze al 36% i finalment, una menció honorífica al 60%. Tots els participants reben un certificat de participació. El participant amb la puntuació més alta (guanyador absolut) rep un premi especial, a més d'una medalla d'or.

## Llista de seus passades de futures
- 2022 -  Tailàndia
- 2021 -  Indonèsia
- 2020 -  Lituània
- 2019 -  Israel
- 2018 -  Portugal
- 2017 -  Moldàvia
- 2016 -  Suïssa i  Liechtenstein
- 2015 -  Dublín, Irlanda
- 2014 -  Eslovènia
- 2013 -  Dinamarca
- 2012 -  Estònia
- 2011 -  Bèlgica
- 2010 -  Croàcia
- 2009 -  Mérida (Mèxic)
- 2008 -  Hanoi, Vietnam
- 2007 -  Esfahan, Iran
- 2006 -  Singapur
- 2005 -  Salamanca, Espanya
- 2004 -  Pohang, Corea del Sud
- 2003 -  Taipei, Taiwan
- 2002 -  Bali, Indonèsia
- 2001 -  Antalya, Turquia
- 2000 -  Leicester, Gran Bretanya
- 1999 -  Pàdova, Itàlia
- 1998 -  Reykjavík, Islàndia
- 1997 -  Sudbury, Ontario, Canadà
- 1996 -  Oslo, Noruega
- 1995 -  Canberra, Austràlia
- 1994 -  Beijing, Xina
- 1993 -  Williamsburg (Virgínia), EUA
- 1992 -  Hèlsinki, Finlàndia
- 1991 -  L'Havana, Cuba
- 1990 -  Groningen, Països Baixos
- 1989 -  Varsòvia, Polònia
- 1988 -  Bad Ischl, Àustria
- 1987 -  Jena, Alemanya de l'Est
- 1986 -  London-Harrow, Gran Bretanya
- 1985 -  Portorož, RFS de Iugoslàvia
- 1984 -  Sigtuna, Suècia
- 1983 -  Bucarest, Romania
- 1982 -  Malente, Alemanya de l'Oest
- 1981 -   Varna, Bulgària
- 1979 -  Moscou, Unió Soviètica
- 1977 -  Hradec Králové, Txecoslovàquia
- 1976 -  Budapest, Hongria
- 1975 -  Güstrow, Alemanya de l'Est
- 1974 -  Varsòvia, Polònia
- 1972 -  Bucarest, Romania
- 1971 -  Sofia, Bulgària
- 1970 -  Moscou, Unió Soviètica
- 1969 -  Brno, Txecoslovàquia
- 1968 -  Budapest, Hongria
- 1967 -  Varsòvia, Polònia